# Batalla de Lisichansk
La batalla de Lisichansk fue un enfrentamiento militar entre Rusia y Ucrania en la batalla más amplia de Dombás de la ofensiva del este de Ucrania de la invasión rusa de Ucrania de 2022. Lisichansk fue la última ciudad ucraniana importante del óblast de Lugansk que estaba bajo control ucraniano.

## Antecedentes
Las ciudades gemelas Severodonetsk y Lisichansk están divididas por el río Donets. Lisichansk ofrece a los defensores ucranianos el terreno alto. Durante la batalla de Severodonetsk, los tres puentes que conectaban ambas ciudades fueron destruidos, proporcionando a los defensores ucranianos una mejor posición defensiva de los asaltos rusos al otro lado del río. Para el 10 de mayo, Lisichansk y su ciudad gemela Severodonetsk se habían convertido en los únicos bastiones ucranianos restantes en la totalidad del óblast de Lugansk.
Para el 23 de junio, Rusia se había abierto paso completamente en el sur, apoderándose de Toschkivka y logrando importantes ganancias al sur de Lisichansk. Las fuerzas rusas capturaron Loskutivka, Myrna Dolyna, Rai-Oleksandrivka y Pidlisne el 22 de junio. El 23 de junio, las fuerzas rusas cortaron y rodearon las ciudades de Hirske y Zolotoye, que afirmaron haber capturado completamente al día siguiente. Para el 25 de junio, Rusia capturó Severodonetsk. Con el avance de Rusia en el sur y la victoria en Severodonetsk, la atención de la ofensiva rusa se desplazó a Lisichansk.

## Batalla
Las fuerzas rusas entraron en la ciudad de Lisichansk el 25 de junio, llegando a una mina y una fábrica de gelatina en las afueras de la ciudad el mismo día.
El 27 de junio, CNN informó que se había instado a los civiles en Lysychansk a que se fueran de inmediato, ya que las fuerzas rusas ganaron terreno en la ciudad. Las fuerzas rusas entraron en la Refinería de Petróleo de Lysychansk, ubicada a unos 10 kilómetros al suroeste del centro de la ciudad, y consolidaron sus posiciones, incluso instalando puestos de artillería.
El 28 de junio, Rodion Miroshnik, embajador de la LPR en Rusia, afirmó que las fuerzas ucranianas en Lysychansk habían comenzado a retirarse de la ciudad. El Instituto para el Estudio de la Guerra (ISW) teorizó que estaban realizando una retirada de combate hacia posiciones más defendibles en Siversk, Kramatorsk y Sloviansk.
El 29 de junio, Serhiy Haidai, el gobernador ucraniano del óblast de Luhansk, dijo que las unidades rusas habían entrado en las afueras de Lysychansk, pero que no había combates en la ciudad y desestimó afirmaciones como propaganda rusa. Agregó que la ciudad estaba siendo atacada desde muchas direcciones. Mientras tanto, los bombarderos ucranianos Su-25 y Su-24m habrían llevado a cabo "hasta 10 ataques aéreos" en el área de Lysychansk, atacando centros logísticos, depósitos de combustible y vehículos blindados de combate rusos y LPR. El Estado Mayor de Ucrania dijo que se llevó a cabo un ataque aéreo ruso en la refinería de petróleo de Lysychansk, donde supuestamente se estaban realizando enfrentamientos terrestres.
El 30 de junio, el gobernador Serhiy Haidai dijo que había un "pico de combates" en las afueras de la ciudad, con bombardeos rusos "constantes" y repetidos ataques terrestres. El Ministerio de Defensa británico, en su boletín de inteligencia diario, dijo que los enfrentamientos probablemente se centraron en torno a la refinería de petróleo y que las unidades ucranianas en la ciudad propiamente dicha estaban manteniendo sus posiciones.[cita requerida] El Estado Mayor ucraniano dijo que los rusos tuvieron un "éxito parcial" durante los ataques en el área de la refinería y que controlaban las partes sureste y noroeste de la planta. Los asaltos rusos al pueblo de Topolikva, al noreste de la refinería, y los pueblos de Vovchoiarivka y Maloriazantseve fueron "parcialmente exitosos"; la carretera Topolivka-Lysychansk estaba bajo control de fuego ruso.[cita requerida] Un informe de Sky News destacó el bombardeo ruso "sorprendentemente indiscriminado" en Lysychansk y describió las condiciones sobre el terreno en la ciudad. El periodista Alex Crawford llamó a la ciudad "irreconocible" e informó que el 60 por ciento de la ciudad estaba en ruinas, citando a un oficial de policía local. El "46.º Batallón de la 24.ª Brigada" defendió la Refinería de Petróleo de Lysychansk desde dentro de un búnker oculto, ofreciendo una obstinada resistencia. Con los servicios públicos caídos, los civiles que quedaban en la ciudad tuvieron que recoger agua de un lago cercano y esperar paquetes de alimentos de los centros de ayuda. Algunos civiles entrevistados por Crawford culparon a los gobiernos ucraniano y occidental por su situación en lugar de a Rusia, lo que refleja un sentimiento separatista prorruso "no insignificante" en el área.
Rodion Miroshnik, de la LPR, dijo en una publicación de Telegram que Lysychansk estaba siendo atacado desde cuatro direcciones y afirmó que las unidades rusas habían establecido una "cabeza de puente ancha" en la orilla derecha del Seversky Donets y habían llegado al helipuerto de Lysychansk. "Desde allí, con un frente bastante amplio, se movieron en dirección suroeste hacia el centro de la ciudad". Estas afirmaciones no se verificaron de forma independiente en ese momento.
El 1 de julio, el Ministerio de Defensa ruso dijo que sus fuerzas habían capturado la mina y la planta de gelatina en las afueras de la ciudad y la ciudad noroccidental de Pryvillia como parte de su cerco, junto con los continuos intentos de cortar la carretera Lysychansk-Bakhmut. Los rusos afirmaron que los ucranianos sufrían cada vez más deserciones y grandes pérdidas en el área, incluidos más de 120 soldados muertos en una aldea en un día.

### Caída de la ciudad
El 2 de julio, el gobernador Serhiy Haidai notó nuevamente el incesante bombardeo de "alta densidad" de Lysychansk, pero trató de enfatizar que dos avances rusos habían sido repelidos en dirección a Verkhniokamyanka y la planta de gelatina. Los separatistas respaldados por Rusia afirmaron haber completado el cerco de la ciudad después de ocupar las "últimas alturas estratégicas", mientras que la Guardia Nacional de Ucrania dijo que se estaban produciendo feroces enfrentamientos pero que la ciudad "no estaba rodeada". Posteriormente, se informó que las tropas rusas habían llegado al centro de Lysychansk.
Más tarde, el 2 de julio, los separatistas anunciaron que sus fuerzas se habían apoderado de la ciudad, lo que también fue confirmado por ISW, diciendo que la captura probablemente ocurrió después de la retirada de las fuerzas ucranianas. ISW calificó la negación de Ucrania de la captura de la ciudad como "obsoleta o errónea". Rob Lee, un bloguero de defensa que cubre la guerra, tuiteó videos de soldados chechenos de Rosgvardia afuera del edificio administrativo en Lysychansk. Fuentes prorrusas también publicaron un video de la bandera soviética de la victoria en las ruinas del mismo edificio, y apareció un video de los residentes colocando una bandera soviética en el "Memorial de recuerdo de los soldados caídos" de la ciudad, corroborando aún más las afirmaciones rusas de captura.
El 3 de julio el presidente de Ucrania, Volodímir Zelenski comento que la situación es muy difícil pero la ciudad no ha caído, además dijo que a 3 de julio todavía hay combates en las afueras de Lysychansk, y que si bien, la situación era extremadamente difícil ya que "Ucrania no tiene ninguna ventaja allí", aún es demasiado pronto para decir que la ciudad ha caído en manos rusas. "Existen riesgos de que toda la región de Lugansk sea ocupada, pero se debe comprender que la situación puede cambiar a diario" dijo Zelensky. 
Por su parte el ministro de Defensa ruso, Sergei Shoigu, afirmó el 3 de julio que Rusia había tomado el control total de la ciudad después de semanas de intensos combates.

## Bajas

### Víctimas civiles
Para el 25 de mayo, los combates y bombardeos de Lisichansk habían matado a 150 civiles. Desde entonces se han producido más incidentes de bombardeos aislados, aunque es casi seguro que el número de víctimas civiles aumentará debido a los combates dentro de la ciudad.
Un ataque ruso en una línea de agua el 27 de junio mató al menos a 8 civiles e hirió a 42. El gobernador del óblast de Luhansk , Serhiy Haidai, dijo que un gran número de los heridos por el ataque "tuvieron que someterse a cirugía y perdieron extremidades". También informó que este ataque se había efectuado con bombas de racimo, cuyo uso está prohibido por el derecho internacional (aunque ni Rusia, ni Ucrania son parte de la Convención sobre Municiones de Racimo).

### Damnificados
Para el 28 de junio, todavía había 15 000 civiles en Lysychansk de las 95 000 personas vivían en la ciudad antes de la invasión.